# Zakaria Aboukhlal
Zakaria Aboukhlal (en arabe : زكريا أبوخلال), né le 18 février 2000 à Rotterdam (Pays-Bas), est un footballeur international marocain qui évolue au poste d'ailier droit au Torino FC.
Formé au PSV Eindhoven, il fait ses débuts professionnels en 2019 et est vice-champion des Pays-Bas dès sa première saison. Transféré à l'AZ Alkmaar en 2019, il est de nouveau vice-champion des Pays-Bas en 2020. En 2022, il s'engage pour quatre saisons au Toulouse FC en Ligue 1 avec lequel il remporte la Coupe de France en 2023.
Possédant la double nationalité néerlando-marocaine, il passe sa jeunesse dans les catégories inférieures de l'équipe des Pays-Bas, prend part à l'Euro 2017 des moins de 17 ans, avant de faire ses débuts en équipe première du Maroc sous Vahid Halilhodžić en 2020, prenant part à la Coupe d'Afrique 2021 et la Coupe du monde 2022.

## Biographie

### Naissance et jeunesse (2000-2017)
Zakaria Aboukhlal naît le 18 février 2000 à Rotterdam aux Pays-Bas d'un père libyen et d'une mère marocaine. Sa mère, Lamya El Bakraoui est une ancienne championne du Maroc de sprint en athlétisme qui représentait son pays à l'échelle internationale. Âgée de dix-sept ans avec l'opportunité de disputer les Jeux olympiques d'été à Sydney, elle met un terme à sa carrière pour se marier avec Tarek Aboukhlal, installé et travaillant au Maroc avant d'émigrer ensemble aux Pays-Bas.
Zakaria Aboukhlal est issu d'une famille de quatre enfants (Zakaria, Ziad, Dounia et Nour). Lorsqu'il a trois ans, il s'installe avec sa famille à Casablanca pour « des raisons religieuses et d'apprentissage linguistique », dit-il dans une interview avec Andy van der Meyde,. Voulant jouer au football au Maroc, son père ne préfère pas l'inscrire et l'inscrit plutôt à l'école maternelle où il apprend l'arabe de ses trois ans jusqu'à ses sept ans. De retour aux Pays-Bas en 2007, il s'installe à Gorinchem et est inscrit par son père dans le club amateur de la ville, Unitas, avant de rejoindre le RKC Waalwijk. Il y reste quelques mois avant que le club fasse faillite. Son père fonde ensuite le club amateur GVV Raptim, club dans lequel Zakaria évolue pendant un an.
En 2009, il intègre le centre de formation du Willem II Tilburg à l'âge de neuf ans et évolue dans le club pendant huit ans aux côtés de Frenkie de Jong avant d'être repéré par les scouts du PSV Eindhoven et de l'Ajax Amsterdam.

### Formation au PSV (2017-2019)
Le 1er juillet 2017, il s'engage pour quatre saisons au PSV Eindhoven. Faisant de remarquables prestations en catégorie inférieures du PSV, il reçoit une offre du Tottenham Hotspur. Le joueur décide avec sa famille de repousser l'offre et de continuer sa lancée aux Pays-Bas. Lors de la saison 2017-2018, il évolue une saison complète avec les U19 sous les commandes de Mark van Bommel et Adil Ramzi.
Le 17 août 2018, il fait ses débuts professionnels en deuxième division néerlandaise sous le no 7 en étant titularisé par Dennis Haar (nl) avec l'équipe des Jong PSV face au FC Eindhoven (victoire, 2-1), match dans lequel il délivre une passe décisive sur le but égalisateur du 1-1 inscrit par Matthias Verreth (nl). Le 3 décembre 2018, il inscrit son premier but professionnel face au Go Ahead Eagles, grâce à une passe décisive de Jordan Teze, avant de délivrer une passe décisive à Ramon Pascal Lundqvist (victoire, 5-1). Le 3 janvier 2019, il est récompensé par l'entraîneur Mark van Bommel avec une invitation aux stages d'entraînement à Doha au Qatar pour faire ses preuves avec l'équipe première. Yorbe Vertessen et Mohamed Ihattaren sont également convoqués. Le 4 février 2019, il délivre une passe décisive sur Justin Lonwijk avant d'inscrire son deuxième but de la saison face à TOP Oss (victoire, 3-1). Quatre jours plus tard, le 8 février, il inscrit son troisième but de la saison sur penalty face au FC Eindhoven (victoire, 1-2). Le 22 février, il inscrit de nouveau un but face au Roda JC grâce à une passe décisive de Mohamed Ihattaren (match nul, 2-2). Le 29 mars 2019, il est l'auteur du premier but du match face au RKC Waalwijk grâce à une passe décisive de Joël Piroe (victoire, 2-1). Le 12 avril 2019, il inscrit un but remarquable sur une frappe lointaine face au FC Volendam (victoire, 0-3). Le 22 avril 2019, il ouvre le score face au Sparta Rotterdam (victoire, 2-0). Le 12 mai 2019, il fait ses débuts professionnels avec l'équipe première du PSV Eindhoven à l'occasion de la 34e journée de championnat. Il entre en jeu à la 80e minute à la place de Cody Gakpo dans un match de championnat face à l'AZ Alkmaar (défaite, 1-0). Pour sa première saison professionnelle, il dispute 25 matchs pour le Jong PSV et inscrit neuf buts, disputant également son premier match en Eredivisie.
En juillet 2019, à l'occasion des matchs de pré saison, Zakaria Aboukhlal est repris par Mark van Bommel avec l'équipe première du PSV pour un stage de préparation qui a lieu à Bagnes en Suisse. Il prend part à plusieurs matchs amicaux, dont une entrée en jeu face au FC Sion (match nul, 0-0) et une autre face à l'Aris Salonique (victoire, 3-0). Le 18 août 2019, à l'occasion de la troisième journée de championnat, il fait son entrée en jeu dans les minutes additionnelles face au Heracles Almelo en remplaçant Donyell Malen (victoire, 0-2).

### AZ Alkmaar (2019-2022)
Le 27 août 2019, il signe un contrat de quatre ans à l'AZ Alkmaar entraîné par Arne Slot et hérite du no 17. Il dévoile avoir recalé une offre de l'Everton FC, préférant d'abord réussir aux Pays-Bas avant d'être transféré à l'étranger.
Le 1er septembre 2019, il dispute sa première rencontre avec l'AZ Alkmaar face au Heracles Almelo en entrant en jeu à la 57e minute à la place d'Oussama Idrissi (défaite, 2-1). En manque de temps de jeu, il demande à être rétrogradé avec l'équipe B évoluant en deuxième division néerlandaise et entraînée par Michel Vonk (nl), et reçoit directement une titularisation le 16 septembre 2019 face au NAC Breda, portant le no 7 et entouré de joueurs comme Yukinari Sugawara, Mohamed Taabouni ou encore Kenzo Goudmijn (défaite, 1-2). Le 25 octobre 2019, il inscrit son premier but avec les Jong AZ face au FC Volendam grâce à une passe décisive de Ferdy Druijf (défaite, 3-2). Le 25 novembre 2019, il inscrit un doublé contre De Graafschap (victoire, 2-1). Il enchaîne deux semaines plus tard, le 9 décembre 2019 avec un quadruplé face à Helmond Sport (victoire, 4-1). À cause de la pandémie du Coronavirus, la saison s'arrête en mi-saison. Il termine la saison 2019-2020 côte à côte avec l'Ajax Amsterdam.
Le 21 septembre 2020, à l'occasion de la quatrième journée de la deuxième division néerlandaise, il dispute son dernier match avec l'équipe B de l'AZ Alkmaar contre De Graafschap, inscrivant un doublé en son nom (victoire, 7-3). Le 4 octobre 2020, à la suite du départ d'Oussama Idrissi, il est titularisé pour la première fois à l'AZ Alkmaar contre le Sparta Rotterdam en Eredivisie. Il inscrit un doublé et est remplacé par Hobie Verhulst (nl) à la 87e minute (match nul, 4-4). Le 3 décembre 2020, il est titularisé pour la première fois en Ligue Europa à l'occasion d'un match contre le SSC Naples. Lors de ce match, le joueur se révèle en faisant une prestation remarquable, provoquant un penalty en première mi-temps qui sera manquée par son coéquipier Teun Koopmeiners (match nul, 1-1). Il dispute son dernier match de la saison le 13 mai en étant titularisé contre le FC Groningue (match nul, 0-0). Il termine la saison 2020-21 avec 30 matchs joués dont 24 en championnat néerlandais, cinq en Ligue Europa et un en Coupe des Pays-Bas. L'AZ Alkmaar termine la saison à la troisième place du classement de l'Eredivisie derrière l'Ajax Amsterdam et le PSV Eindhoven.
Lors de la pré-saison 2021-2020, il réalise des matchs remarquables et inscrit un but contre l'ADO La Haye (victoire, 3-0), contre le RSC Anderlecht (match nul, 1-1) et le Real Sociedad (victoire, 1-0). 14 août 2021, il dispute son premier match de la saison 2021-2022 en championnat en étant titularisé contre le RKC Waalwijk (défaite, 1-0). 26 août 2021, il marque son premier but de la saison en Ligue Europa face à Celtic FC (victoire, 2-1). Le 26 septembre 2021, il marque son premier but de la saison en championnat face au Go Ahead Eagles à la 86e minute sur une passe décisive de Yukinari Sugawara (victoire, 5-0). Le 20 novembre 2021, il entre en jeu à la 83e minute à la place de Vangélis Pavlídis et marque le but égalisateur face au NEC Nimègue (match nul, 1-1). En fin de match, il est désigné homme du match. Le 12 décembre 2021, il entre en jeu à la Johan Cruyff Arena face à l'Ajax Amsterdam et marque le but victorieux à la 83e minute (victoire, 1-2).

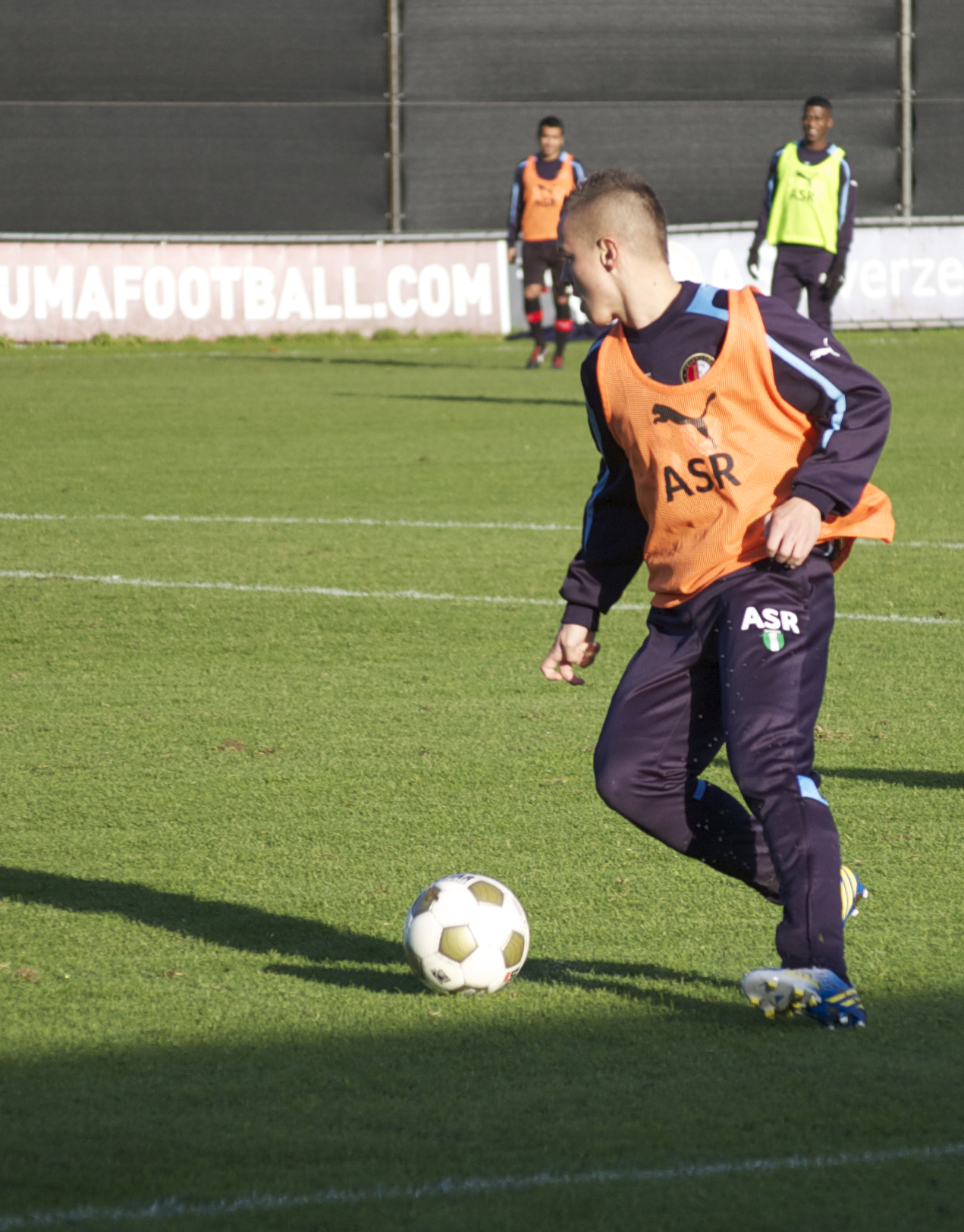
Aboukhlal forme un remarquable duo avec Jordy Clasie en 2021.

Le 5 février 2022, après le match face au PSV Eindhoven dans lequel il a disputé 23 minutes (victoire, 1-2), il est photographié sous un maillot sur lequel il est inscrit un hommage à Rayan, un garçon de cinq ans décédé dans un puits au Maroc. L'image a fait le tour des réseaux sociaux,. Le 9 février 2022, il entre en jeu en Coupe des Pays-Bas face au RKC Waalwijk et marque le quatrième but à la 71e minute sur une passe décisive de Jordy Clasie (victoire, 4-0). Le 10 mars 2022, à l'occasion d'un match de Ligue Europa Conférence face à FK Bodø/Glimt, il entre en jeu à la 60e minute et marque un but à la 73e minute sur une passe décisive de Yukinari Sugawara (défaite, 2-1). Le 20 mars 2022, il entre en jeu à la 68e minute à la place d'Aslak Fonn Witry et marque un but à la 91e minute contre le Willem II Tilburg, sauvant un point pour son équipe (match nul, 2-2). Zakaria Aboukhlal termine la saison à la cinquième place du championnat, comptabilisant quatre buts et une passe décisive en 31 matchs. Il compte également deux buts en huit matchs disputés en Ligue Europa Conférence et deux buts en six matchs de Coupe des Pays-Bas. Il assure en fin de saison une qualification en Ligue Europa Conférence pour la saison prochaine, à la suite d'une finale des play-offs remportée face au Vitesse Arnhem (score cumulé : victoire 7-3).

### Toulouse FC (2022-2025)
Le 24 juin 2022, il s'engage pour quatre saisons au Toulouse FC pour un montant d'environ deux millions d'euros. Il hérite du no 6 sous l'entraîneur Philippe Montanier. Il dispute une présaison remarquable, inscrivant un but en amical face au Real Sociedad (victoire, 0-1). À l'occasion de sa première conférence de presse, il déclare : « Mon style de jeu concorde parfaitement avec ce que le club cherchait. Je me sens bien ici, c'est une belle ville et ma famille a également aimé. C'est fantastique qu'il y ait cinq autres joueurs qui parlent le néerlandais ».
Le 7 août 2022, il dispute son premier match en Ligue 1 face à l'OGC Nice en entrant en jeu à la 66e minute à la place de Rafael Ratão (match nul, 1-1). Le 14 août 2022, à l'occasion d'une bonne prestation lors de son deuxième match en Ligue 1 face à l'ESTAC Troyes, il figure dans l'équipe type de la semaine du journal L'Équipe. Le 28 août 2022, il marque son premier but en Ligue 1 sur une passe décisive Branco van den Boomen en étant titularisé pour la première fois dans le poste de latéral gauche, à l'occasion d'un match face au FC Nantes au Stade de la Beaujoire (défaite, 3-1). Le 11 septembre 2022, il offre la victoire à son équipe en inscrivant l'unique but du match à la 31e minute sur une passe décisive de Farès Chaïbi face au Stade de Reims (victoire, 1-0). Cette victoire permet à Zakaria Aboukhlal de figurer une deuxième fois (en moins d'un mois) dans l'équipe type de la semaine de la Ligue 1. Le 26 septembre 2022, la Ligue de football professionnel publie une statistique des meilleurs sprinteurs du championnat dans lequel Zakaria Aboukhlal figure à la première place avec une moyenne de 28,4 sprints par match, devançant de loin Neto Borges (22,3) et Jonathan David (21,8). Le 2 octobre 2022, il est titularisé en championnat face au Montpellier HSC, inscrit un but 24e minute sur une passe décisive de Branco van den Boomen avant de délivrer une passe décisive sur le quatrième but inscrit par Brecht Dejaegere (victoire, 4-2).

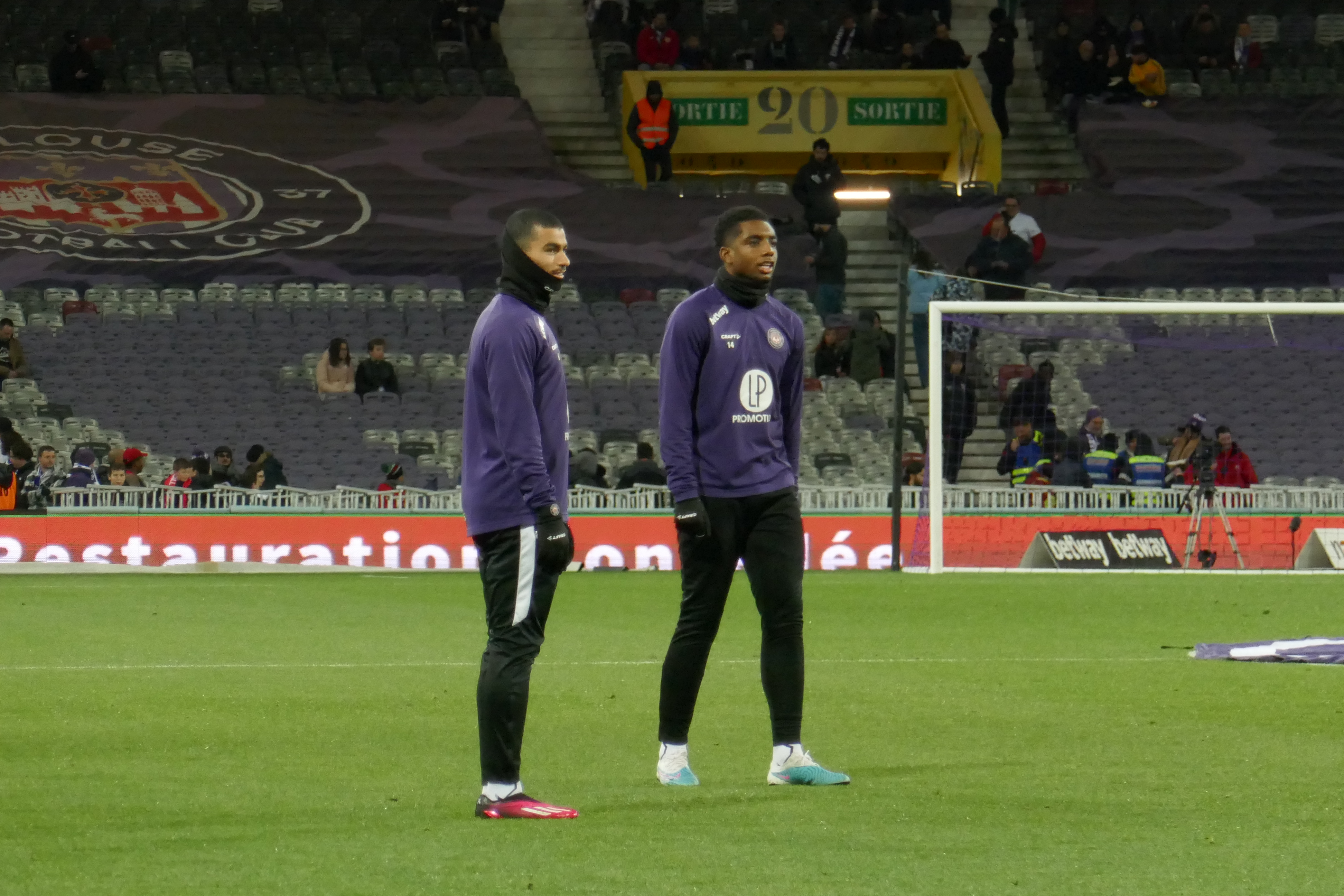
Aboukhlal à l'échauffement avec Logan Costa en 2023.

Ayant disputé la Coupe du monde 2022 avec sa sélection nationale en novembre et décembre 2022, il retourne dans son club respectif dans une forme remarquable, inscrivant en janvier des buts contre l'AJ Auxerre (victoire, 0-5), le Stade brestois 29 (match nul, 1-1), l'AC Ajaccio (victoire, 2-0), puis en février face au Stade de Reims (victoire, 3-1) et le Stade rennais FC (victoire, 3-1). Le 1er mars 2023, il inscrit son premier but en Coupe de France face à Rodez AF (victoire, 6-1), rejoignant ainsi la demi-finale de la Coupe de France. En demi-finale, face à FC Annecy, il inscrit le premier but du match grâce à un but sur une tête plongeante avant que Farès Chaïbi marque le deuxième but en fin de match, qualifiant ainsi Toulouse en finale de Coupe de France face au FC Nantes,. Lors de cette demi-finale, il lui est reproché un jeu jugé « trop perso » par les médias et les supporters.
Le 29 avril, il est salué par le président Emmanuel Macron avant de commencer la finale de la Coupe de France en tant que titulaire face au FC Nantes au Stade de France,. Il inscrit le cinquième but du match sur une frappe déviée et remporte ainsi son premier trophée professionnel de sa carrière (victoire, 1-5),,.
En mai 2023, à l'occasion de la 35e journée de la saison, ses convictions personnelles lui valent une polémique négative après un refus de porter un maillot avec les numéros floqué aux couleurs arc-en-ciel en soutien au mouvement des LGBT de la journée mondiale contre l'homophobie, la transphobie et la biphobie à l'occasion d'un match contre le FC Nantes. Le jour-même, Aboukhlal cite dans un communiqué publié sur ses réseaux sociaux : « Je ne pense pas être la personne la plus apte à participer à cette campagne. »,,,. Un jour plus tard, le journal français RMC Sport révèle qu'une altercation serait survenue entre Aboukhlal et Laurence Arribagé (adjointe au maire chargée des Sports) lors des festivités au Capitole après le sacre de la Coupe de France. Alors que Jean-Luc Moudenc faisait un discours, Laurence Arribagé aurait demandé à Aboukhlal de faire moins de bruit, s'ensuit la réponse d'Aboukhlal : « Chez moi, les femmes ne parlent pas comme ça aux hommes »,. La publication de cet article provoque une nouvelle polémique autour d'Aboukhlal, un jour après l'histoire de son non-soutien à la campagne LGBT. Le soir du lundi 15 mai 2023, le jour de la publication de l'article, le Toulouse FC décide d'écarter Aboukhlal des séances collectives en attendant le résultat d'une enquête interne,,,. Le 17 mai, la journaliste Alba Ventura signe son passage dans une émission matinale sur RTL en expliquant la situation d'Aboukhlal à Toulouse, motivant le joueur à s'en aller définitivement du club en citant : « Partez le plus loin possible, personne ne vous retient à Toulouse ». Le 18 mai, les trois parties : le joueur, Laurence Arribagé et le club publient un communiqué où il est révélé qu'une réunion a eu lieu entre les trois parties, concluant une non-correspondence de ce qu'il s'est réellement passé, par rapport à l'article écrit par RMC Sport,,,. Aboukhlal réintègre aussitôt l'effectif du Toulouse FC,. Plus tard dans la journée, soutenu par son sélectionneur Walid Regragui,, la presse française révèle que Aboukhlal est prêt à porter plainte contre le média RMC Sport pour diffamation,.
Lors de son retour dans l'effectif professionnel, il reste que deux matchs de Ligue 1 avant la fin de la saison. Il marque un but dans chacun de ces deux matchs : face à l'AJ Auxerre (match nul, 1-1) et l'AS Monaco (victoire, 1-2). Le Toulouse FC termine la saison 2022-2023 à la treizième place du classement de la Ligue 1.
Lors de la saison 2023-2024, le no 7 lui est attribué. Il débute par une titularisation, le 13 août contre le FC Nantes et inscrit par la même occasion son premier but de la saison sur une passe décisive de Moussa Diarra (victoire, 1-2). Sur son but marqué à la 62e minute, il est victime d'un choc avec le gardien adversaire Alban Lafont, qui sort évacué sur civière. Le 19 août, il inscrit son deuxième but de la saison sur penalty contre le Paris Saint-Germain (match nul, 1-1).
Le 21 septembre, en Ligue Europa contre l'Union saint-gilloise (match nul, 1-1), il sort sur blessure grave au genou droit à la 40e minute pour être remplacé par Frank Magri. Un jour plus tard, son club annonce une absence de plusieurs mois. Le 28 septembre, la presse française annonce la fin de saison prématurée de Zakaria Aboukhlal à la suite d'une opération chirurgicale au genou droit.
Au cours de la saison 2024 en Ligue 1, Zakaria Aboukhlal a disputé 9 matchs, marquant 3 buts et réalisant 2 passes décisives. Il est sous contrat avec le club jusqu’en juin 2026. Sa valeur marchande actuelle est estimée à 10 millions d’euros selon Transfermarkt. L’ailier marocain pourrait rejoindre la Premier League dès janvier 2025, ayant été précédemment ciblé par Southampton.

### Torino FC (2025-)
Le 29 juillet 2025, après trois saisons passées au Toulouse FC, Zakaria Aboukhlal quitte le Téfécé et s'engage en faveur du Torino FC,,. Il paraphe un contrat de quatre ans pour un montant estimé à 10 millions d’euros bonus compris,.

### Carrière internationale

#### Parcours junior avec les Pays-Bas (2015-2019)
Zakaria Aboukhlal compte plusieurs sélections avec les catégories inférieures de l'équipe des Pays-Bas. Convoqué d'abord avec les -16 ans par le sélectionneur Edwin Petersen en septembre 2015, il dispute une double confrontation contre la Croatie -16 ans (match nul, 2-2 et match nul, 1-1). Le 27 octobre 2015, il dispute un match amical contre la France -16 ans (défaite, 1-0). Deux jours plus tard, il entre en jeu et dispute un autre match amical face à l'Angleterre -16 ans (match nul, 2-2). Le 31 octobre 2015, il dispute son dernier match avec les Pays-Bas -16 ans face au Japon -16 ans (victoire, 0-3).
En septembre 2016, il reçoit sa première convocation avec les Pays-Bas -17 ans. Il dispute trois matchs amicaux, notamment face à l'Allemagne -17 ans (défaite, 2-1), Israël -17 ans (victoire, 2-0) et l'Italie -17 ans (victoire, 1-4), face auquel il marque son premier but international. Il prend ensuite part aux qualifications à l'Euro 2017 des moins de 17 ans le 28 septembre 2016 face au Danemark -17 ans (victoire, 0-2), le 30 septembre 2016 face au Liechtenstein -17 ans (victoire, 9-0) et la Hongrie -17 ans (victoire, 4-0), face auquel il inscrit son premier but officiel en sélection. Lors des qualifications, il joue en attaque et porte le no 11. En février 2017, il figure dans la liste des joueurs convoqués pour le tournoi international d'Algarve U17 dans lequel il affronte l'Allemagne -17 ans et l'Angleterre -17 ans. Il prend ainsi part à l'Euro 2017 des moins de 17 ans sous Kees van Wonderen, terminant la compétition en quarts de finale face à l'Allemagne -17 ans (défaite, 2-1). Il termine la compétition en ayant inscrit deux buts dont un en quarts de finale face à l'Allemagne -17 ans.

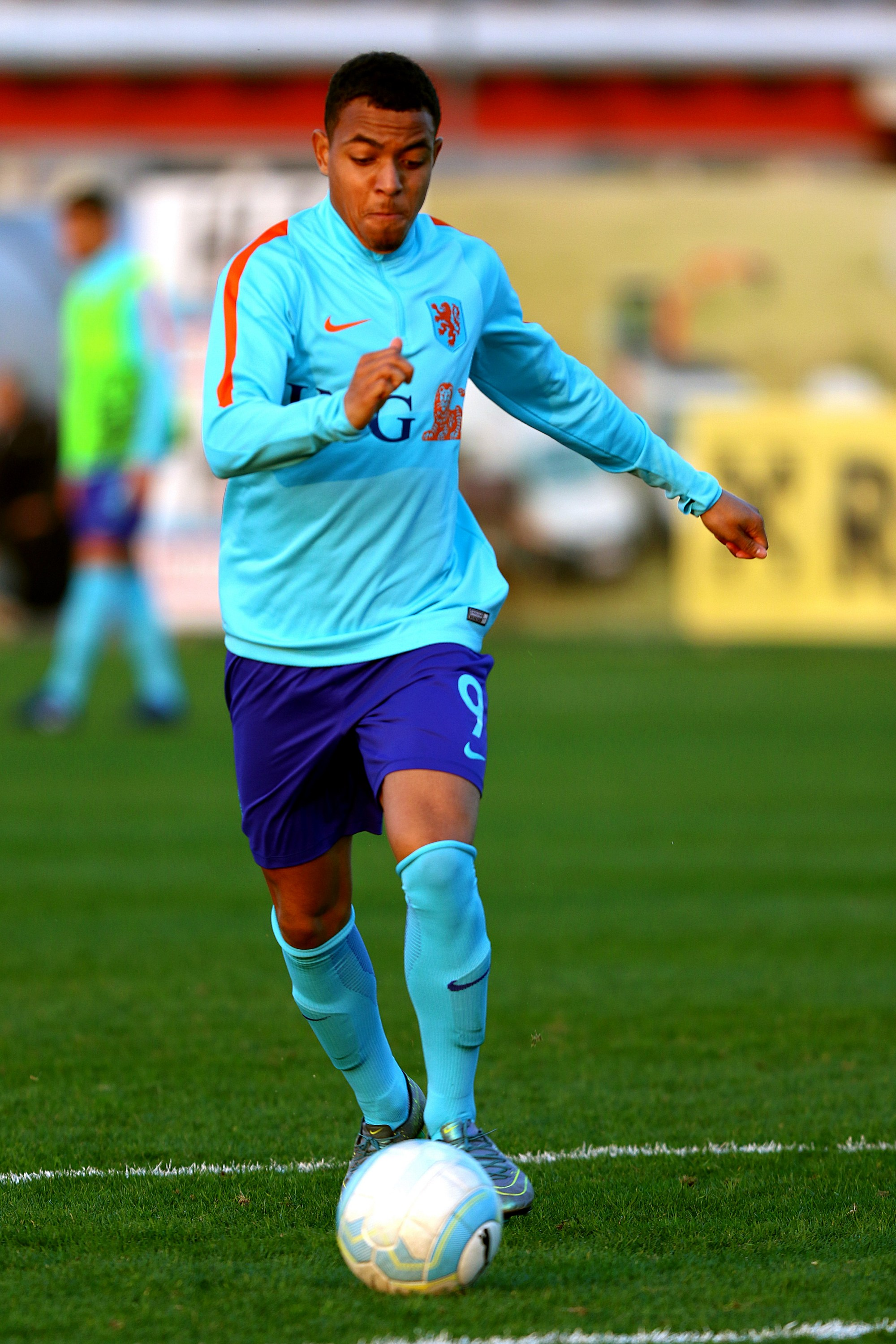
Aboukhlal est coéquipier de Donyell Malen en 2017 avec les Oranges U18.

En septembre 2017, il est sélectionné par Bert Konterman pour prendre part à des matchs amicaux avec l'équipe des Pays-Bas -18 ans. Le 4 septembre 2017, Zakaria Aboukhlal est titularisé face au Danemark -18 ans, dispute 90 minutes et marque un but (match nul, 1-1). Le 11 novembre 2017, il est titulaire et capitaine face à l'Irlande -18 ans, inscrit un but et délivre une passe décisive dans une remarquable victoire de 0-8 en faveur des Néerlandais. Le 13 novembre 2017, il inscrit un doublé face à la Belgique -18 ans de Loïs Openda au Pinatar Arena en Espagne (victoire, 1-4).
En mars 2018, il est convoqué par Maarten Stekelenburg pour les qualifications à l'Euro 2018 des moins de 19 ans. Le 21 mars 2018, en qualifications, il entre en jeu en fin de match et inscrit un but face à la Norvège -19 ans (victoire, 1-6). Le 24 et 27 mars, il affronte l'Écosse -19 ans (défaite, 0-2) et l'Allemagne -19 ans (défaite, 1-4). Lors de la trêve internationale de septembre 2018, il est de nouveau rappelé pour deux matchs amicaux, notamment face à l'Angleterre -19 ans (défaite, 4-1), face auquel il marque l'unique but néerlandais et la République tchèque -19 ans (victoire, 5-1). Ne s'étant pas qualifié à l'Euro 2018, il est rappelé en mars 2019 pour les qualifications à l'Euro 2019 des moins de 19 ans, disputant 20 minutes face à la Slovénie -19 ans (victoire, 2-0) et l'Espagne -19 ans de Ferran Torres (défaite, 0-1).
En septembre 2019, il est sélectionné par Bert Konterman avec les Pays-Bas -20 ans et prend part au tournoi U20 Elite League qui a lieu en Angleterre, dans lequel il affronte l'Angleterre -20 ans (match nul, 0-0), l'Allemagne -20 ans (défaite, 1-2), le Portugal -20 ans (match nul, 1-1), la Pologne -20 ans (victoire, 1-2), face auquel il inscrit le premier but, entouré de joueurs comme Jurgen Ekkelenkamp ou encore Sven Botman.

#### Choix définitif: Débuts avec le Maroc (2020-2021)

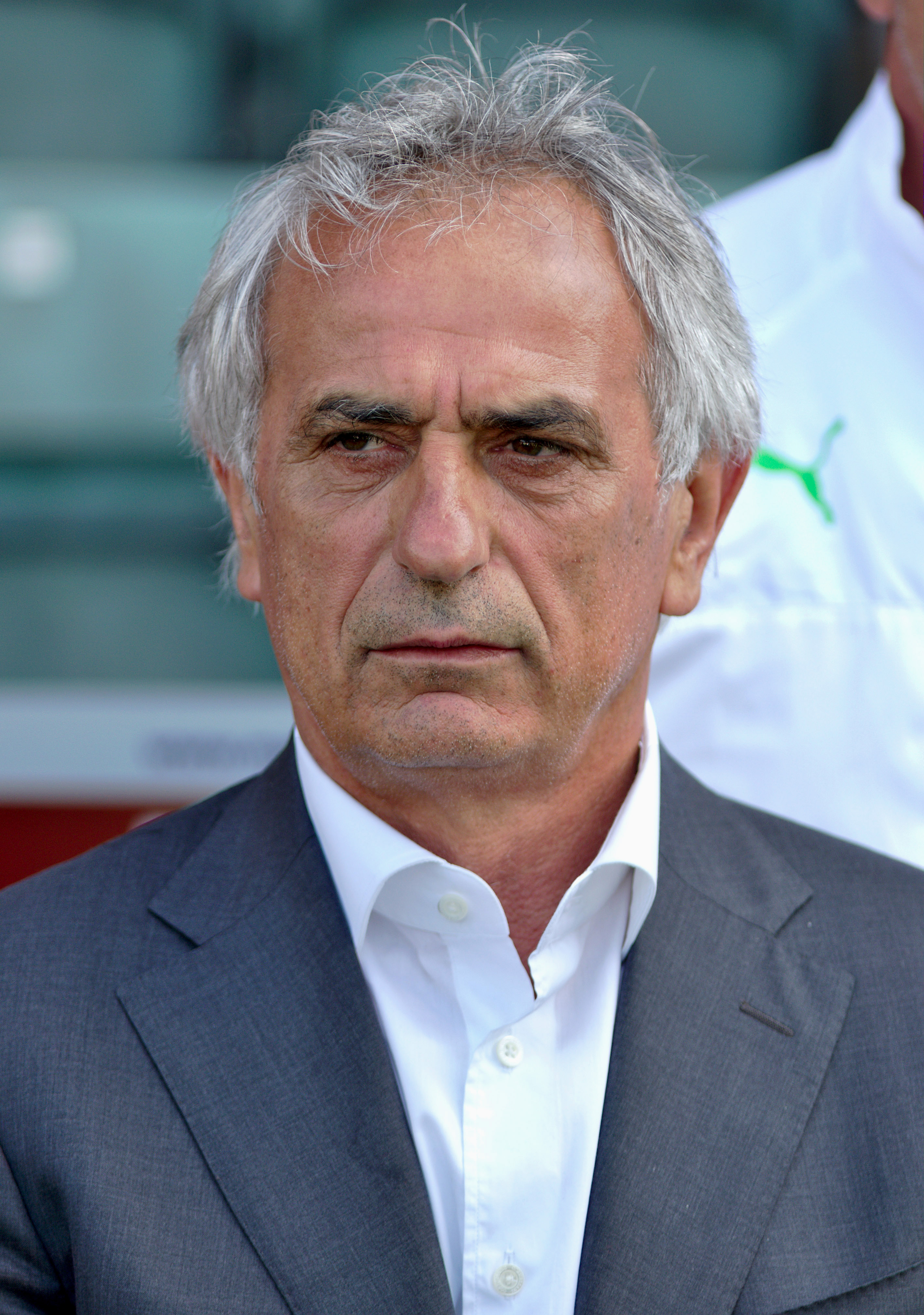
Vahid Halilhodžić, sélectionneur du Maroc en 2020 convoque Zakaria Aboukhlal pour un match officiel contre la République centrafricaine.

En octobre 2020, il est présent sur trois listes différentes, notamment sur la liste des présélections de l'équipe des Pays-Bas espoirs, l'équipe de Libye et l'équipe du Maroc. Le 5 novembre 2020, l'équipe du Maroc publie la liste définitive des joueurs convoqués. Zakaria Aboukhlal figure sur la liste. Quelques jours plus tard, il s'envole vers Casablanca pour une double confrontation contre la République centrafricaine. Quelques jours après sa convocation, il reçoit également le feu vert de la FIFA pour le changement de sa nationalité sportive. En interview avec la chaîne marocaine Medi1TV, il explique ce choix en déclarant avoir eu le Maroc comme premier choix depuis son enfance. Il décrit ce choix en précisant : « J'ai reçu plusieurs caps avec les catégories inférieures des Pays-Bas, mais lorsque j'ai reçu le premier appel du Maroc, j'ai directement répondu présent et prêt à défendre le Maroc ».
Le 13 novembre 2020, il entre en jeu à la 59e minute à la place de Achraf Hakimi contre l'équipe de République centrafricaine. Lors de ce match, il marque son premier but à la 63e minute sur une passe décisive de Aymen Barkok. Il décrit ce but comme n'ayant jamais eu le même sentiment après un quelconque but inscrit par le passé dans sa carrière footballistique. Cependant, il déclare à la presse néerlandaise avoir sérieusement été menacé par des citoyens libyens après avoir fait ses débuts officiels avec le Maroc,,. En raison de la gravité des propos encaissés, il est contraint de désactiver les commentaires et messages privés sur ses réseaux sociaux,. Le 26 mars 2021, le Maroc se qualifie automatiquement à la CAN 2022 après un match nul de 0-0 contre la Mauritanie. L'équipe du Maroc termine à la première place de son groupe composée de la Mauritanie, du Burundi et de la République centrafricaine. Lors de cette trêve internationale où le Maroc dispute deux matchs de qualification contre la Mauritanie et le Burundi, Zakaria Aboukhlal ne fait aucune entrée en jeu. Cependant, il compte un but en deux matchs de qualification à la CAN 2022.
Le 27 mai 2021, à l'occasion de la deuxième trêve internationale de l'an 2021, il est à nouveau sélectionné par Vahid Halilhodžić en équipe du Maroc pour prendre part à deux matchs amicaux contre l'équipe du Ghana (8 juin 2021) et du Burkina Faso (12 juin 2021). Le 12 juin 2021, il dispute son troisième match international avec le Maroc en entrant en jeu à la 61e minute à la place de Soufiane Rahimi, à l'occasion d'un match amical contre l'équipe du Burkina Faso (victoire, 1-0). Le 2 septembre 2021, il reçoit sa première titularisation en équipe du Maroc à l'occasion d'un match de qualification à la Coupe du monde 2022 face au Soudan (victoire, 2-0). Il cède sa place à la 78e minute à Munir El Haddadi. Le 5 septembre 2021, alors qu'il s'apprête à jouer un match face à la Guinée à l'extérieur, un coup d'État a lieu et le match est contraint d'être reporté. Le Roi Mohammed VI rapatrie d'urgence les joueurs vers le Maroc. Zakaria Aboukhlal décrit la situation en expliquant : « On entendait des fusillades à longueur de journée. On était tous impatient d'avoir la confirmation pour quitter le pays. Lors du trajet vers l'aéroport, notre bus fut caillassé par une foule de personnes ».

#### Première CAN, qualification et participation au Mondial 2022 (2021-2022)
Le 23 décembre 2021, il figure officiellement dans la liste des 28 joueurs sélectionnés de Vahid Halilhodžić pour la CAN 2022 au Cameroun et hérite du no 14. Le 10 janvier 2022, il compense l'absence de Ryan Mmaee et d'Ayoub El Kaabi pour une titularisation lors du premier match de la CAN 2022 face au Ghana (victoire, 1-0). Il cède sa place à la 88e minute pour Soufiane Rahimi. Le 14 janvier 2022, à l'occasion du deuxième match de poule du Maroc face à l'équipe des Comores, il entre en jeu à la 65e minute en remplaçant Imrân Louza et provoque un penalty à la 82e minute, raté par son coéquipier Youssef En-Nesyri. Il assure la victoire marocaine à la 89e minute en marquant le deuxième but marocain sur une passe décisive de Selim Amallah (victoire, 2-0) et se qualifie directement en huitième de finale de la CAN 2022. Le 25 janvier 2022, à l'occasion des huitièmes de finale face au Malawi, il entre en jeu à la 88e minute en remplaçant Youssef En-Nesyri (victoire, 2-1). Le 30 janvier 2022, il est éliminé en quarts de finale face à l'Égypte (défaite, 2-1). Lors de ce match, il entre en jeu à la 104e minute en remplaçant Aymen Barkok. Patriotique, Zakaria Aboukhlal valorise sa participation à la CAN 2022 en expliquant : « C'était un rêve de jouer une Coupe d'Afrique. Le sentiment que j'ai eu lors de mon but inscrit à la CAN 2022 est très différent des buts classiques. Avec le Maroc, je joue toujours avec le cœur dans le but de rendre fiers le peuple marocain ».
Le 17 mars 2022, la liste de Vahid Halilhodžić pour les barrages de la Coupe du monde 2022 face à la République démocratique du Congo tombe et Zakaria Aboukhlal est absent de la liste pour des raisons de concurrence, souligne le sélectionneur bosnien lors d'une conférence de presse. Le Maroc parvient tout de même à se qualifier grâce à un match nul (1-1) à Kinshasa et une victoire de 4-1 des Marocains à Casablanca.
Le 25 mai 2022, il est convoqué pour un match de préparation à la Coupe du monde 2022 face aux États-Unis ainsi que deux autres matchs qualificatifs à la CAN 2023 face à l'Afrique du Sud et au Liberia. Le 13 juin, il entre en jeu face au Liberia en remplaçant Youssef En-Nesyri à la 66e minute. Il remporte le match sur le score de 0-2 et est quasiment qualifié à la Coupe d'Afrique 2023,. Le 12 septembre 2022, il reçoit une convocation du nouveau sélectionneur du Maroc Walid Regragui pour un stage de préparation à la Coupe du monde 2022 à Barcelone et Séville pour deux confrontations amicaux, notamment face au Chili et au Paraguay,. Le 23 septembre 2022, il entre en jeu à la 76e minute en remplaçant Sofiane Boufal. En fin de match, le terrain du Stade Cornellà-El Prat est envahi par les supporters après le coup de sifflet final (victoire, 2-0),. Le 27 septembre 2022, à l'occasion du deuxième match de la trêve internationale face au Paraguay, il entre en jeu à la 84e minute à la place de Sofyan Amrabat au Stade Benito-Villamarín (match nul, 0-0).
Le 10 novembre 2022, il figure officiellement dans la liste des 26 joueurs sélectionnés par Walid Regragui pour prendre part à la Coupe du monde 2022 au Qatar. Il ne participe pas au premier match du Maroc face à la Croatie (match nul 0-0) à cause d'une blessure,,. Le 27 novembre 2022, entré à la 73e minute, il marque le deuxième but marocain à la 92e minute contre la Belgique grâce à une passe décisive de Hakim Ziyech et offre la victoire au Maroc 2-0. Avec une deuxième victoire face au Canada, les Marocains terminent premiers de leur groupe avec sept points et filent en huitième de finale face à l'Espagne. Face aux Espagnols, Aboukhlal ne fait aucune entrée en jeu mais ses coéquipiers parviennent tout-de-même à atteindre la séance des penaltys, qu'ils remportent sur le score de 3-0. En quarts de finale face au Portugal, Aboukhlal fait son entrée en jeu dans les dix dernières minutes et rate un face à face contre le gardien portugais (victoire, 1-0). En demi-finale contre la France, les Marocains voient le bout du tunnel après une défaite de 2-0, à laquelle Aboukhlal prend part en disputant 23 minutes. Le 17 décembre 2022, le match de la troisième place est également perdu sur le score de 2-1 face aux Croates. Les Marocains terminent ainsi leur compétition à la quatrième place derrière l'Argentine, la France et la Croatie.
Le 20 décembre 2022, à l'occasion de son retour du Qatar, il est invité avec ses coéquipiers au Palais royal de Rabat par le roi Mohammed VI, le prince Hassan III et Moulay Rachid pour être officiellement décoré Ordre du Trône, héritant du grade officier,,,.

#### Qualification à la Coupe d'Afrique 2024 (depuis 2023)

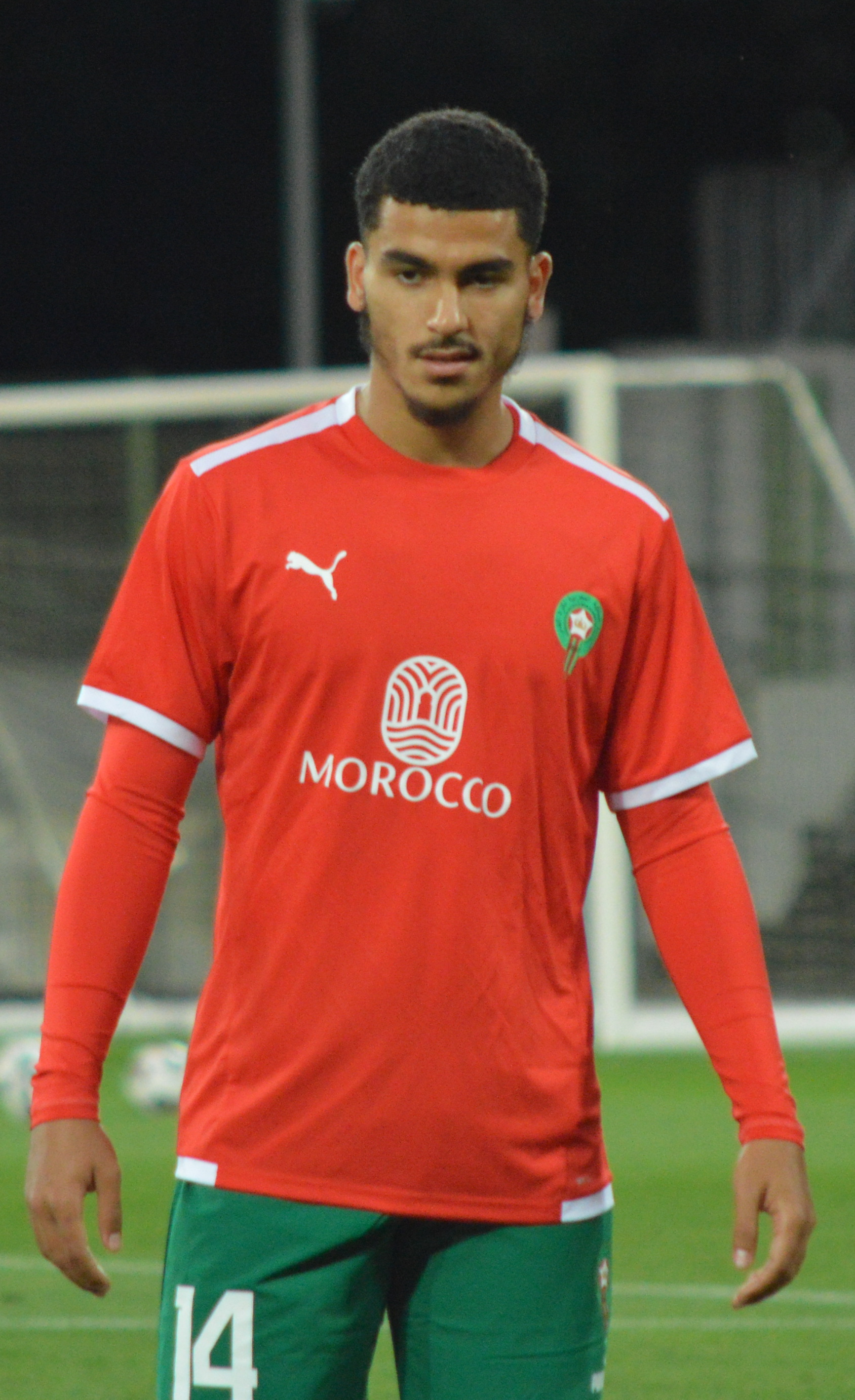
Aboukhlal à l'échauffement avec le Maroc en 2023.

Le 25 mars 2023, les Marocains font leur retour à domicile et sont accueillis par 65 000 supporters au Stade Ibn-Batouta de Tanger à l'occasion d'un match amical face au Brésil (victoire, 2-1),,. Aboukhlal dispute 90 minutes sur le banc. Cette victoire du Maroc entre dans l'histoire et l'équipe du Maroc devient la première équipe arabe de l'histoire à battre le Brésil. Ce match bat également une audience record au sein de la population marocaine locale avec au moins 10 millions de téléspectateurs,. Trois jours plus tard face au Pérou, il est titularisé dans le poste d'ailier droit avant que le match se termine sur un match nul au Stade Metropolitano de Madrid (0-0),.
Sélectionné en septembre 2023, le premier match contre le Liberia, entrant dans le cadre des qualifications à la CAN 2023, est annulé et reporté suite au seisme du Maroc,. Cependant, le deuxième match prévu en amical contre le Burkina Faso est maintenu et joué au Stade Bollaert-Delelis de Lens,. Lors de ce match, il entre en jeu à la 67ème minute en remplaçant Amine Adli (victoire, 1-0),.
Le 28 septembre 2023, à la suite d'un communiqué de son club, il est forfait pour la CAN 2023 en Côte d'Ivoire à la suite d'une blessure endurée en club, il s'ensuit une opération chirurgicale à son genou droit et mettant un terme à sa saison 2023-2024.

## Style de jeu
Zakaria Aboukhlal est un attaquant pointe de formation. Dans les catégories inférieures de l'équipe des Pays-Bas, il se transforme progressivement en tant qu'ailier gauche et est le principal buteur lors des compétitions. Le joueur se considère actuellement comme ailier pouvant évoluer à droite et à gauche, avec tout-de-même une préférence pour le côté droit afin de jouer en faux pied et repiquer dans l'axe. Gaucher, Aboukhlal est un renard des surfaces doté de qualités athlétiques (1,79 m) et est considéré par les supporters comme parfois nonchalant et égoïste sur certaines phases de jeu.
Il reçoit ses premières convocations avec le Maroc sous Vahid Halilhodžić grâce à son profil pouvant évoluer dans la profondeur de l'attaque. Lors de sa première convocation en équipe nationale, le sélectionneur cite en conférence de presse : « Je suis vraiment heureux de découvrir ce joueur qui joue à droite, à gauche, qui peut commencer plus profondément, qui est fort et qui n'a pas peur d'aller au défi. C'est un joueur de 20 ans qui peut s'épanouir dans cette équipe nationale au cours des dix prochaines années ».
Lors de sa première conférence de presse à Toulouse, le joueur dit s'inspirer de Karim Benzema dans le poste d'avant-centre grâce à son positionnement et ses déplacements et de Cristiano Ronaldo dans le poste d'ailier grâce à sa manière de switcher de couloir droit à couloir gauche et d'utiliser ses deux pieds. Au Toulouse FC, sous Philippe Montanier, il est également utilisé en tant que piston gauche. Il joue souvent sur l'épaule du dernier défenseur adverse, où sa vitesse lui permet de passer son adversaire en contre, tandis que sa finition en constante amélioration l'aide à marquer des buts. Concernant son no 6 porté au sein du club français, il explique porter ce numéro pour que ses adversaires pensent qu'il est lent, partant du principe qu'un joueur portant le no 6 est souvent lent, dit-il dans une conférence de presse avec un ton humoristique. Lors de chaque entrée en jeu, le joueur pratique des douâa (prières islamiques d'invocation).

## Statistiques

### Statistiques détaillées
| Saison                | Club                  | Championnat           | Championnat | Championnat | Championnat | Coupe(s) nationale(s) | Coupe(s) nationale(s) | Coupe(s) nationale(s) | Compétition(s) continentale(s) | Compétition(s) continentale(s) | Compétition(s) continentale(s) | Compétition(s) continentale(s) | Autres compétitions | Autres compétitions | Autres compétitions | Autres compétitions | Maroc | Maroc | Maroc | Total | Total | Total |
| Saison                | Club                  | Division              | M.          | B.          | P.d.        | M.                    | B.                    | P.d.                  | Comp.                          | M.                             | B.                             | P.d.                           | Comp.               | M.                  | B.                  | P.d.                | M.    | B.    | P.d.  | M.    | B.    | P.d.  |
| 2018-2019             | Jong PSV (en)         | Eerste Divisie        | 24          | 9           | 5           | -                     | -                     | -                     | -                              | -                              | -                              | -                              | -                   | -                   | -                   | -                   | -     | -     | -     | 24    | 9     | 5     |
| 2019-2020             | Jong PSV (en)         | Eerste Divisie        | 1           | 0           | 0           | -                     | -                     | -                     | -                              | -                              | -                              | -                              | -                   | -                   | -                   | -                   | -     | -     | -     | 1     | 0     | 0     |
| Sous-total            | Sous-total            | Sous-total            | 25          | 9           | 5           | -                     | -                     | -                     | -                              | -                              | -                              | -                              | -                   | -                   | -                   | -                   | -     | -     | -     | 25    | 9     | 5     |
| 2018-2019             | PSV Eindhoven         | Eredivisie            | 1           | 0           | 0           | -                     | -                     | -                     | -                              | -                              | -                              | -                              | -                   | -                   | -                   | -                   | -     | -     | -     | 1     | 0     | 0     |
| 2019-2020             | PSV Eindhoven         | Eredivisie            | 1           | 0           | 0           | -                     | -                     | -                     | -                              | -                              | -                              | -                              | -                   | -                   | -                   | -                   | -     | -     | -     | 1     | 0     | 0     |
| Sous-total            | Sous-total            | Sous-total            | 2           | 0           | 0           | -                     | -                     | -                     | -                              | -                              | -                              | -                              | -                   | -                   | -                   | -                   | -     | -     | -     | 2     | 0     | 0     |
| 2019-2020             | Jong AZ (en)          | Eerste Divisie        | 10          | 8           | 0           | -                     | -                     | -                     | -                              | -                              | -                              | -                              | -                   | -                   | -                   | -                   | -     | -     | -     | 10    | 8     | 0     |
| 2020-2021             | Jong AZ (en)          | Eerste Divisie        | 8           | 5           | 4           | -                     | -                     | -                     | -                              | -                              | -                              | -                              | -                   | -                   | -                   | -                   | -     | -     | -     | 8     | 5     | 4     |
| 2021-2022             | Jong AZ (en)          | Eerste Divisie        | 1           | 0           | 0           | -                     | -                     | -                     | -                              | -                              | -                              | -                              | -                   | -                   | -                   | -                   | -     | -     | -     | 1     | 0     | 0     |
| Sous-total            | Sous-total            | Sous-total            | 19          | 13          | 4           | -                     | -                     | -                     | -                              | -                              | -                              | -                              | -                   | -                   | -                   | -                   | -     | -     | -     | 19    | 13    | 4     |
| 2019-2020             | AZ Alkmaar            | Eredivisie            | 12          | 0           | 0           | 2                     | 0                     | 0                     | C3                             | 1                              | 0                              | 0                              | -                   | -                   | -                   | -                   | -     | -     | -     | 15    | 0     | 0     |
| 2020-2021             | AZ Alkmaar            | Eredivisie            | 24          | 4           | 0           | 1                     | 0                     | 0                     | C3                             | 5                              | 0                              | 0                              | -                   | -                   | -                   | -                   | 3     | 1     | 0     | 33    | 5     | 0     |
| 2021-2022             | AZ Alkmaar            | Eredivisie            | 31          | 4           | 1           | 3                     | 1                     | 0                     | C3+C4                          | 2+9                            | 1+2                            | 0+0                            | -                   | -                   | -                   | -                   | 8     | 1     | 0     | 53    | 9     | 1     |
| Sous-total            | Sous-total            | Sous-total            | 67          | 8           | 1           | 6                     | 1                     | 0                     | -                              | 17                             | 3                              | 0                              | -                   | -                   | -                   | -                   | 11    | 2     | 0     | 101   | 14    | 1     |
| 2022-2023             | Toulouse FC           | Ligue 1               | 37          | 10          | 5           | 5                     | 5                     | 0                     | -                              | -                              | -                              | -                              | -                   | -                   | -                   | -                   | 9     | 1     | 0     | 51    | 16    | 5     |
| 2023-2024             | Toulouse FC           | Ligue 1               | 13          | 3           | 0           | -                     | -                     | -                     | C3                             | 1                              | 0                              | 0                              | -                   | -                   | -                   | -                   | 1     | 0     | 0     | 15    | 3     | 0     |
| 2024-2025             | Toulouse FC           | Ligue 1               | 26          | 7           | 2           | 1                     | 0                     | 0                     | -                              | -                              | -                              | -                              | -                   | -                   | -                   | -                   | 1     | 0     | 0     | 28    | 7     | 2     |
| Sous-total            | Sous-total            | Sous-total            | 76          | 20          | 7           | 6                     | 5                     | 0                     | -                              | 1                              | 0                              | 0                              | -                   | -                   | -                   | -                   | 11    | 1     | 0     | 94    | 26    | 7     |
| Total sur la carrière | Total sur la carrière | Total sur la carrière | 189         | 50          | 17          | 12                    | 6                     | 0                     | -                              | 18                             | 3                              | 0                              | -                   | -                   | -                   | -                   | 22    | 3     | 0     | 241   | 62    | 17    |

### Buts internationaux
| Buts internationaux de Zakaria Aboukhlal | Buts internationaux de Zakaria Aboukhlal | Buts internationaux de Zakaria Aboukhlal | Buts internationaux de Zakaria Aboukhlal | Buts internationaux de Zakaria Aboukhlal | Buts internationaux de Zakaria Aboukhlal | Buts internationaux de Zakaria Aboukhlal | Buts internationaux de Zakaria Aboukhlal | Buts internationaux de Zakaria Aboukhlal | Buts internationaux de Zakaria Aboukhlal |
| 0                                        | Date                                     | Lieu                                     | Compétition                              | Résultat                                 | Adversaire                               | Détail                                   | Détail                                   | Détail                                   | Sél.                                     |
| ---------------------------------------- | ---------------------------------------- | ---------------------------------------- | ---------------------------------------- | ---------------------------------------- | ---------------------------------------- | ---------------------------------------- | ---------------------------------------- | ---------------------------------------- | ---------------------------------------- |
| 1er                                      | 13 novembre 2020                         | Stade Mohammed V, Casablanca, Maroc      | Éliminatoires de la CAN 2021             | V 4-1                                    | République centrafricaine                | 63e                                      | p. gauche                                | 4-1                                      | 1er                                      |
| 2e                                       | 14 janvier 2022                          | Stade Ahmadou-Ahidjo, Yaoundé, Cameroun  | CAN 2021                                 | V 2-0                                    | Comores                                  | 89e                                      | p. droit                                 | 2-0                                      | 8e                                       |
| 3e                                       | 27 novembre 2022                         | Stade Al-Thumama, Doha, Qatar            | Coupe du monde 2022                      | V 2-0                                    | Belgique                                 | 90+2e                                    | p. droit                                 | 2-0                                      | 14e                                      |

## Aspects socio-économiques

### Sponsor
Le 15 mars 2023, il annonce officiellement la signature d'un contrat avec la marque Adidas via un teaser de présentation partagé via ses réseaux sociaux.

### Humanitaire
Le 9 juillet 2020, il révèle dans une interview avec FunX adopter un enfant au Maroc. À cause de la pandémie de Covid-19, le joueur rencontre des difficultés pour ramener l'enfant aux Pays-Bas. Il l'aide alors financièrement à distance.
Le 14 septembre 2022, il inaugure un terrain de football à Casablanca pour les enfants de l'association « Sos Villages Enfants Dar Bouazza ». Lors de l'inauguration, il est accompagné par son coéquipier en sélection Azzedine Ounahi. Il déclare à la presse marocaine : « Mes parents m’ont inculqué les valeurs du partage et de la solidarité et je suis très sensible à la condition des enfants. En offrant ce terrain de foot aux enfants du Village d’enfants SOS Dar Bouazza, j’espère qu’ils auront autant de plaisir à jouer au foot que j’en ai moi-même ». Le terrain de football permet aux enfants âgés entre cinq et onze ans du village d’enfants SOS Dar Bouazza, de jouer au football dans des conditions idéales et en toute sécurité.
Le 9 septembre 2023, alors qu'il se trouve à Agadir, il se présente exclusivement à l'hôpital avec ses coéquipiers de la sélection marocaine pour un don de sang pour les blessés du séisme au Maroc,,.

### Pratique de la religion
Zakaria Aboukhlal pratique la prière islamique (salat) cinq fois par jour en famille ou avec ses amis, il explique que cela lui a été inculqué par ses parents dès son enfance. « Prier c'est bien. Mais il faut pousser son apprentissage. L'élément qui a déclenché ma foi est une vidéo de Salaheddine Benchikhi avec Mourad de Stichting Najiba à propos de la mort », déclare Aboukhlal dans un longue interview avec plusieurs imams des Pays-Bas. Cette vidéo publiée le 1er octobre 2021 influence Zakaria Aboukhlal et le pousse à enrichir sa connaissance sur l'islam au sein de la mosquée bleue d'Amsterdam (en), fréquentant ainsi l'imam Ayoub El Mansouri. En 2021, après ses entraînements à l'AZ Alkmaar, il se rend régulièrement à Amsterdam-Nouvel-Ouest pour fréquenter la grande mosquée d'Amsterdam.[réf. nécessaire]
Sur les médias sociaux, Zakaria Aboukhlal publie régulièrement des rappels islamiques (nassa'ih) et des récitations coraniques dans le but d'influencer ses abonnés vers "le droit chemin",. Il a souvent été victime d'accusations d'extrémisme religieux, chose dont il se défend. Cependant, il reçoit les éloges de l'imam de la grande mosquée d'Amsterdam qui cite lors d'un podcast : « J'ai souvent dit à Aboukhlal que ses actions sur ses réseaux sociaux est un bien car un imam n'a peut-être même plus besoin de s'asseoir devant une mosquée. En tant qu'imam, je tiens à dire que Zakaria me motive de jour en jour en faisant de mon mieux avec son grand apport islamique au sein de la communauté musulmane aux Pays-Bas ». Après chaque prière du fajr, il pratique des da'wa en utilisant ses réseaux sociaux car selon lui, tous les da'wa faits après le fajr sont bénits, prenant exemple sur les paroles du prophète Mahomet.[réf. nécessaire]

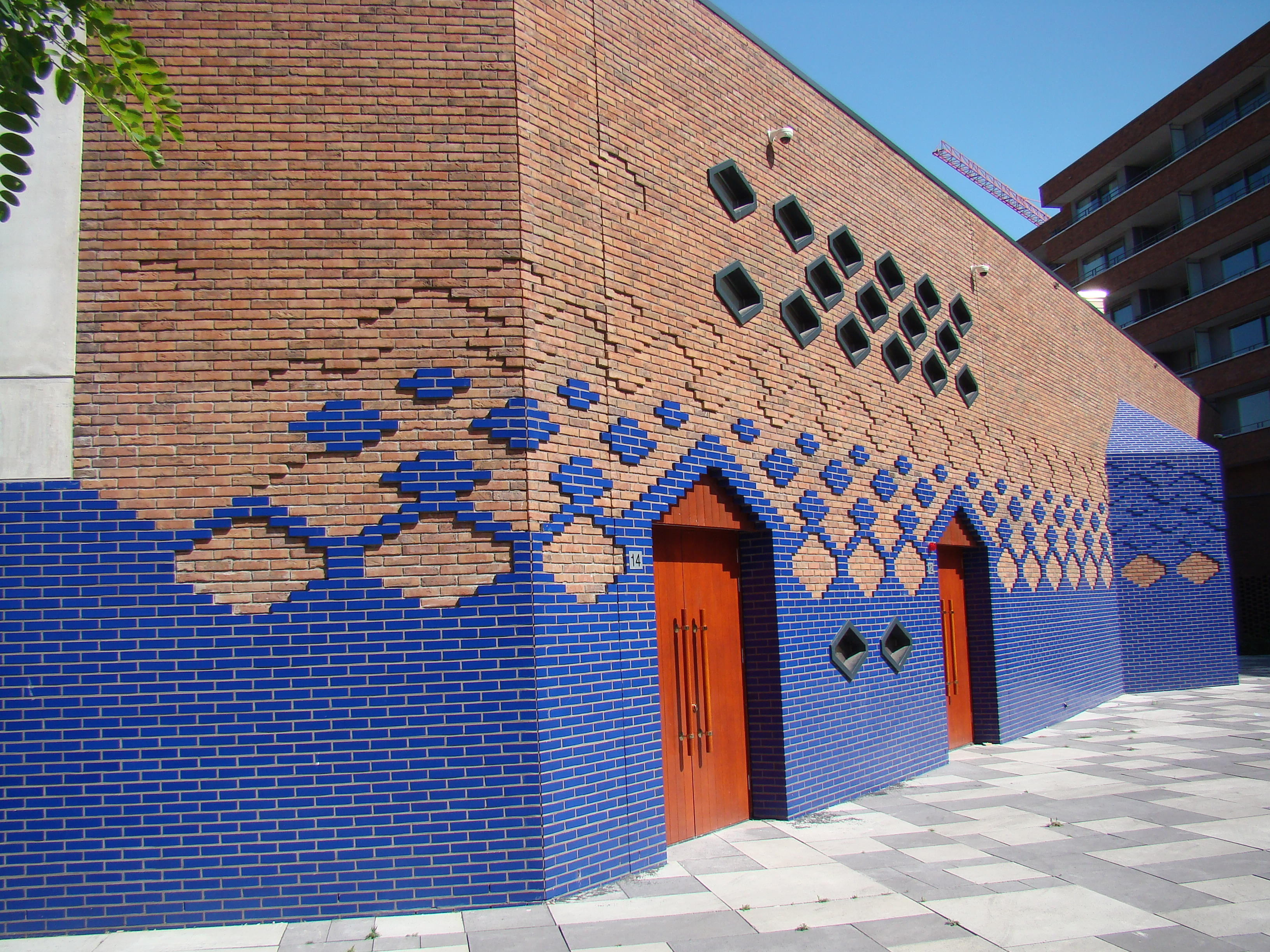
Aboukhlal dirige sa première prière générale le 28 avril 2022 à la mosquée bleue d'Amsterdam.

Le 26 avril 2022, à l'occasion d'un podcast islamique néerlandais intitulé "Minuut voor Allah", Zakaria Aboukhlal se revendique publiquement être un musulman très pratiquant : « Depuis que j'ai commencé à bien pratiquer ma religion, la dounia n'est plus rien à mes yeux. Bien-sûr, j'ai des grands objectifs au niveau footballistique et des rêves à accomplir, mais j'ai cette conscience que tout est basé sur la vie après la mort et de collectionner un maximum de hassanates ». Il explique également que ce choix de vie a influé son domicile familial : ses parents, son frère et ses deux sœurs qui ont approfondi leur connaissance et leur foi en Allah. Deux jours plus tard, le 28 avril 2022, à l'occasion de la 27e nuit du ramadan (fréquemment considérée comme la Nuit du Destin), il dirige la prière de Tarawih dans la grande mosquée d'Amsterdam. Le 10 juin 2022, à l'occasion d'un rassemblement avec ses coéquipiers de la sélection nationale, il dirige la prière du vendredi à Casablanca et donne un cours d'islam à ses coéquipiers et staffs en anglais.[réf. nécessaire]
Le 13 décembre 2022, pendant la Coupe du monde au Qatar, la chaîne de télévision allemande Welt accuse Aboukhlal d'avoir partie liée avec l'État islamique après qu'il a posé sur des photos l'index levé, ce geste, symbole du monothéisme islamique (tawhid), étant principalement connu en Occident pour son utilisation par des terroristes de l'organisation,,. Le 23 décembre 2022, le média en ligne Achkayen l'accuse d'être un « salafiste ayant infiltré l'équipe nationale pour embrigader des joueurs à sa cause ». Ces allégations sont condamnées par le Toulouse FC, où évolue alors le joueur, et par la Fédération royale marocaine de football, qui annonce son intention de porter plainte pour diffamation,,,,,.
Fin décembre 2023, il effectue le petit pèlerinage à La Mecque en compagnie de son coéquipier en équipe nationale, Bilal El Khannouss, et du youtubeur Yahya Khadir.
En juin 2024, pendant la période de l'Aïd al-Adha (fête du mouton), il effectue le Hajj (l'un des cinq piliers de l'islam) en compagnie de son coéquipier en sélection Noussair Mazraoui.

### Prise de position
En octobre 2023, alors que le conflit israélo-palestinien s'intensifie à la suite de l'opération Déluge d'al-Aqsa, Zakaria Aboukhlal publie un message de soutien aux Palestiniens. Alors que ses coéquipiers en sélection Hakim Ziyech, Abdelhamid Sabiri et Noussair Mazraoui montrent également leur soutien aux Palestiniens, les joueurs sont victimes d'un shadow-ban, il s'ensuit une nouvelle publication reposté par tous les joueurs : « ils essaient de nous faire taire, c’est nous contre le MONDE. »

## Palmarès

### En club
Formé au PSV Eindhoven en 2019, il participe à un seul match qui permet d'avoir son nom parmi les vice-champions des Pays-Bas derrière l'Ajax Amsterdam. En 2020, auteur d'une saison remarquable avec l'AZ Alkmaar, la pandémie de Covid-19 met un terme au championnat néerlandais le 8 mars 2020, alors que l'AZ Alkmaar est côte à côte (56 points) avec l'Ajax Amsterdam. Les différences de buts placent alors l'AZ Alkmaar vice-champion des Pays-Bas. En 2023, il remporte la Coupe de France après une victoire contre le FC Nantes, durant lequel il est l'auteur d'un but inscrit.
| PSV Eindhoven :                     | AZ Alkmaar :                        | Toulouse FC (1) :                    |
| ----------------------------------- | ----------------------------------- | ------------------------------------ |
| - Eredivisie - Vice-champion : 2019 | - Eredivisie - Vice-champion : 2020 | - Coupe de France - Vainqueur : 2023 |

## Décorations
- Officier de l'ordre du Trône — Le 20 décembre 2022, il est décoré officier de l'ordre du Wissam al-Arch[159] — ordre du Trône[160] — par le roi Mohammed VI au Palais royal de Rabat.

### Documentaires et interviews
- [vidéo] (nl) Zakaria Aboukhlal - Bij Andy in de auto!, YouTube, 2019
- [vidéo] (nl) Interview Aboukhlal | AZ-aanwinst, YouTube, 2019
- [vidéo] (nl) Het Pleintje Van Zakaria Aboukhlal, FunX, 2020
- [vidéo] (ar) لاعب المنتخب الوطني زكرياء أبو خلال ضيف المسائية, 2M, 2022
- [vidéo] (ar) حلقة خاصة مع نجم المنتخب_المغربي زكرياء أبوخلال, Medi 1 TV, 2022
- [vidéo] (ar) والدا ⁧#زكريا_أبوخلال⁩ حلا ضيفين على ⁧#الكان_هذا_المساء⁩ مباشرة من هولاندا, Arryadia, 2022
- [vidéo] (ar) Série télévisée Dreamers diffusé en exclusivité sur Arryadia à partir du 6 juin 2023[161]
- [vidéo] (nl) Série télévisée Superleeuwen : Het Marokkaanse voetbalsprookje diffusé en exclusivité sur NPO 3 à partir du 26 juin 2023[162]

### Conférences spirituelles
- [vidéo] (nl) Profvoetbal, prakisteren en opvoeding, Iftar met Zakaria Aboukhlal, Minuut voor Allah, 2022
- [vidéo] (nl) Zakaria Aboukhlal over World Cup in Qatar, islam en meeting with Khabib Nurmagomedov, Minuur voor Allah, 2023
- [vidéo] (nl) Zakaria Aboukhlal over Koran memoriseren, nachtgebed en het eren van de ouders, Minuur voor Allah, 2023
- [vidéo] (nl) The Journey | 1 | Mijn reis naar de Islam | Jazzley, Aboukhlal en Ion, Deen & Dunya, 2023
- [vidéo] (nl) The Journey | 2 | Mijn reis naar de Islam | Jazzley, Aboukhlal en Ion, Deen & Dunya, 2023

### Sources
- Yahia Saouthi, « Exclu : Toulouse, le Maroc, Regragui, la Coupe du monde... Les confidences d'Aboukhlal », Onze Mondial,‎ 19 avril 2023 (lire en ligne)